# IC 3165
IC 3165 је спирална галаксија у сазвјежђу Береникина коса која се налази на листи објеката дубоког неба у Индекс каталогу.
Деклинација објекта је + 27° 58' 30" а ректасцензија 12h 20m 4,7s. Привидна величина (магнитуда) објекта IC 3165 износи 13,8 а фотографска магнитуда 14,6. IC 3165 је још познат и под ознакама UGC 7384, MCG 5-29-61, CGCG 158-76, PGC 39749.